# Solenolambrus typicus
Solenolambrus typicus är en kräftdjursart som beskrevs av William Stimpson 1871. Solenolambrus typicus ingår i släktet Solenolambrus och familjen Parthenopidae. Inga underarter finns listade i Catalogue of Life.